# Josh Frydenberg
Josh Anthony Frydenberg (Melbourne, 17 luglio 1971) è un politico australiano, da agosto 2018 ministro del tesoro e vice leader del partito liberale. È stato eletto membro del Parlamento per il collegio di Kooyong alle elezioni del 2010.
Frydenberg ha ricoperto vari ruoli ed incarichi nei governi di Abbott e Turnbull dal 2013 al 2018, tra cui ministro delle risorse e ministro dell'ambiente e dell'energia. Il 24 agosto 2018 è stato eletto vice leader del partito liberale australiano.